# 埃德西莉娅·龙布利
埃德西莉娅·龙布利（荷蘭語：Edsilia Rombley；1978年2月13日—）是荷兰的一位歌手和电视主持人。她的父母是阿鲁巴人和库拉索人。她代表荷兰参加1998年和2007年欧洲歌唱大赛，在1998年欧洲歌唱大赛拿了第四名。她与扬·斯米特及尚塔尔·扬岑一同主持在鹿特丹举办的《2020年欧洲歌唱大赛》。